# Madagaszkári réce
A madagaszkári réce (Anas melleri) a madarak (Aves) osztályának a lúdalakúak (Anseriformes) rendjéhez, ezen belül a récefélék (Anatidae) családjához tartozó faj.

## Rendszerezése
A fajt Philip Lutley Sclater angol ügyvéd és zoológus írta le 1839-ben.

## Előfordulása
Madagaszkár területén honos. Mauritiusra korábban betelepítették, de innen valószínűleg már kihalt. Természetes élőhelyei a mocsarak, tavak, folyók és patakok környéke. Állandó, nem vonuló faj.

## Megjelenése
Testhossza 68 centméter, testtömege 883-1240 gramm.
|  |

## Természetvédelmi helyzete
Az elterjedési területe elég nagy, egyedszáma 1300-3300 példány közötti és csökken. A Természetvédelmi Világszövetség Vörös listáján veszélyeztetett fajként szerepel. Az élőhelyének elvesztése és a vadászata fenyegeti.
Összehangolt tenyésztéssel próbálják meg megmenteni a fajt a teljes kipusztulástól. Európában az Európai Állatkertek és Akváriumok Szövetsége felügyelete alá tartozó Európai Veszélyeztetett Fajok Programja (EEP) keretében tenyésztik a faj egyedeit.